# ماندوم
ماندوم (انگلیسی: Mandom) شرکت کالای ژاپنی است، که در سال ۱۹۲۷ تأسیس شد.